# Portugisisk trädljung
Portugisisk trädljung (Erica lusitanica) är en ljungväxtart. Erica lusitanica ingår i släktet klockljungssläktet, och familjen ljungväxter.

## Underarter
Arten delas in i följande underarter:
- E. l. cantabrica
- E. l. lusitanica

## Bildgalleri

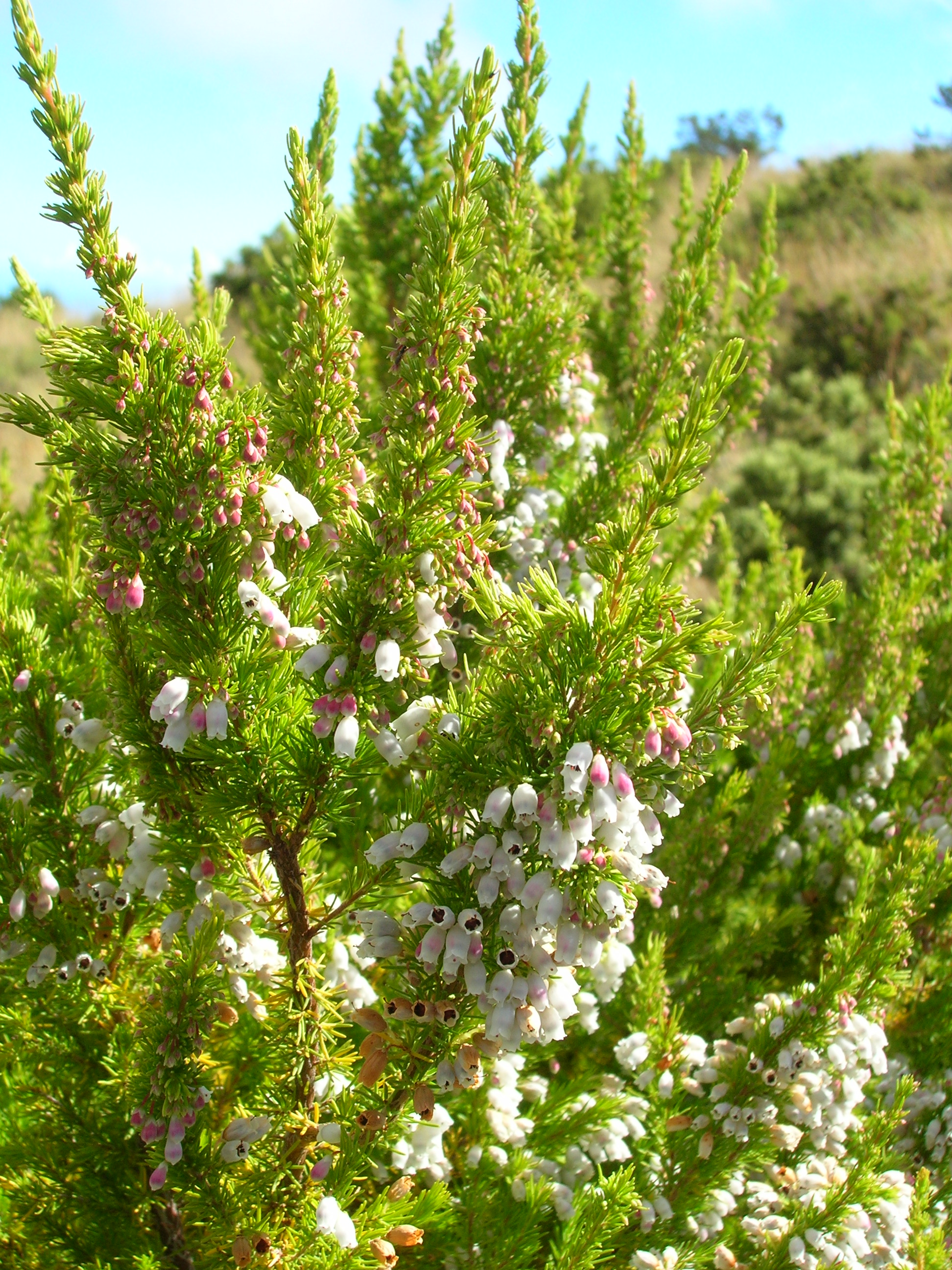
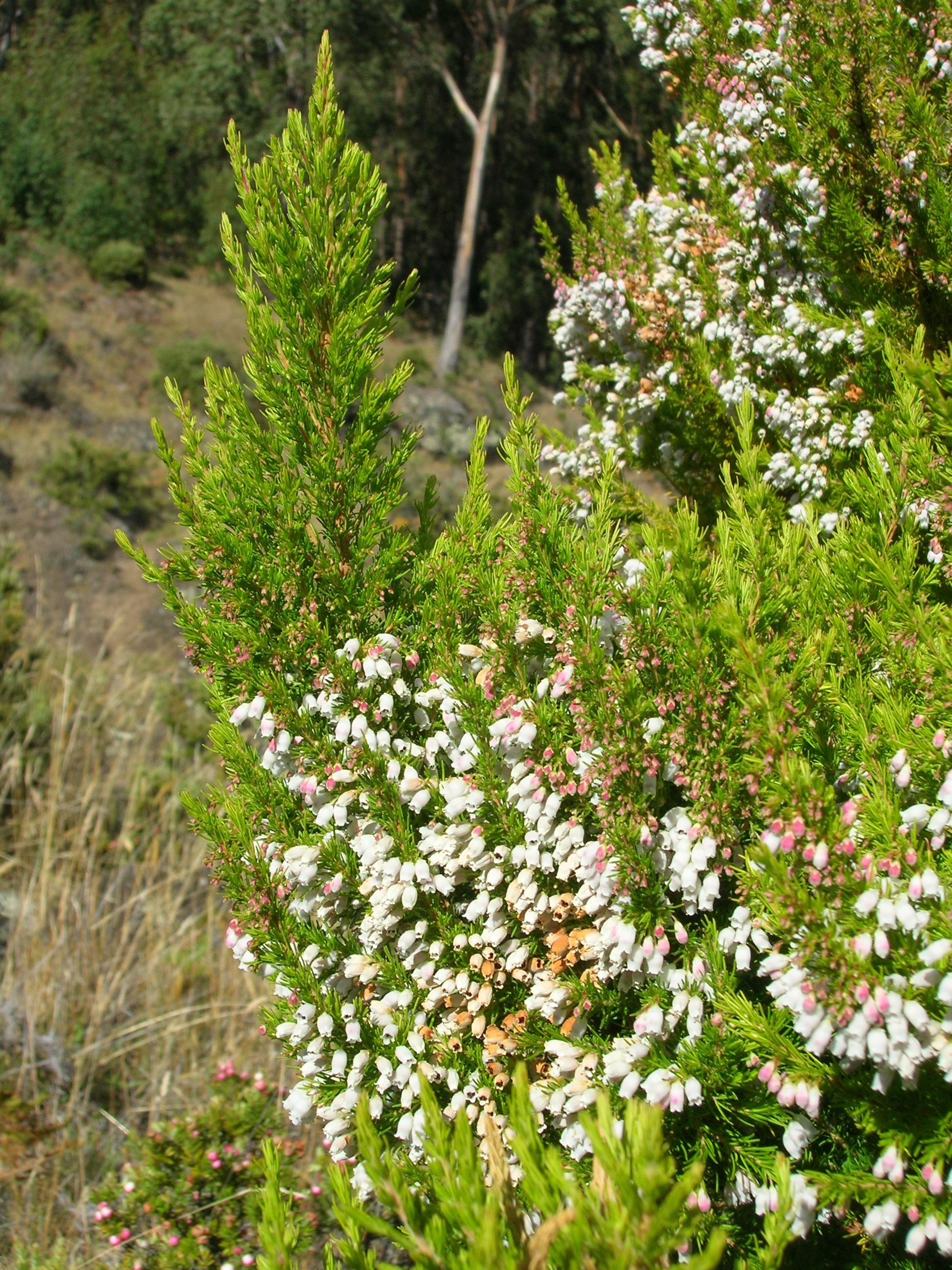
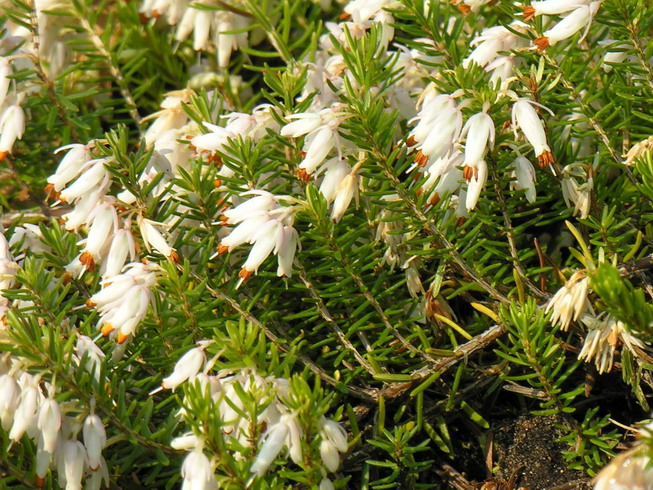
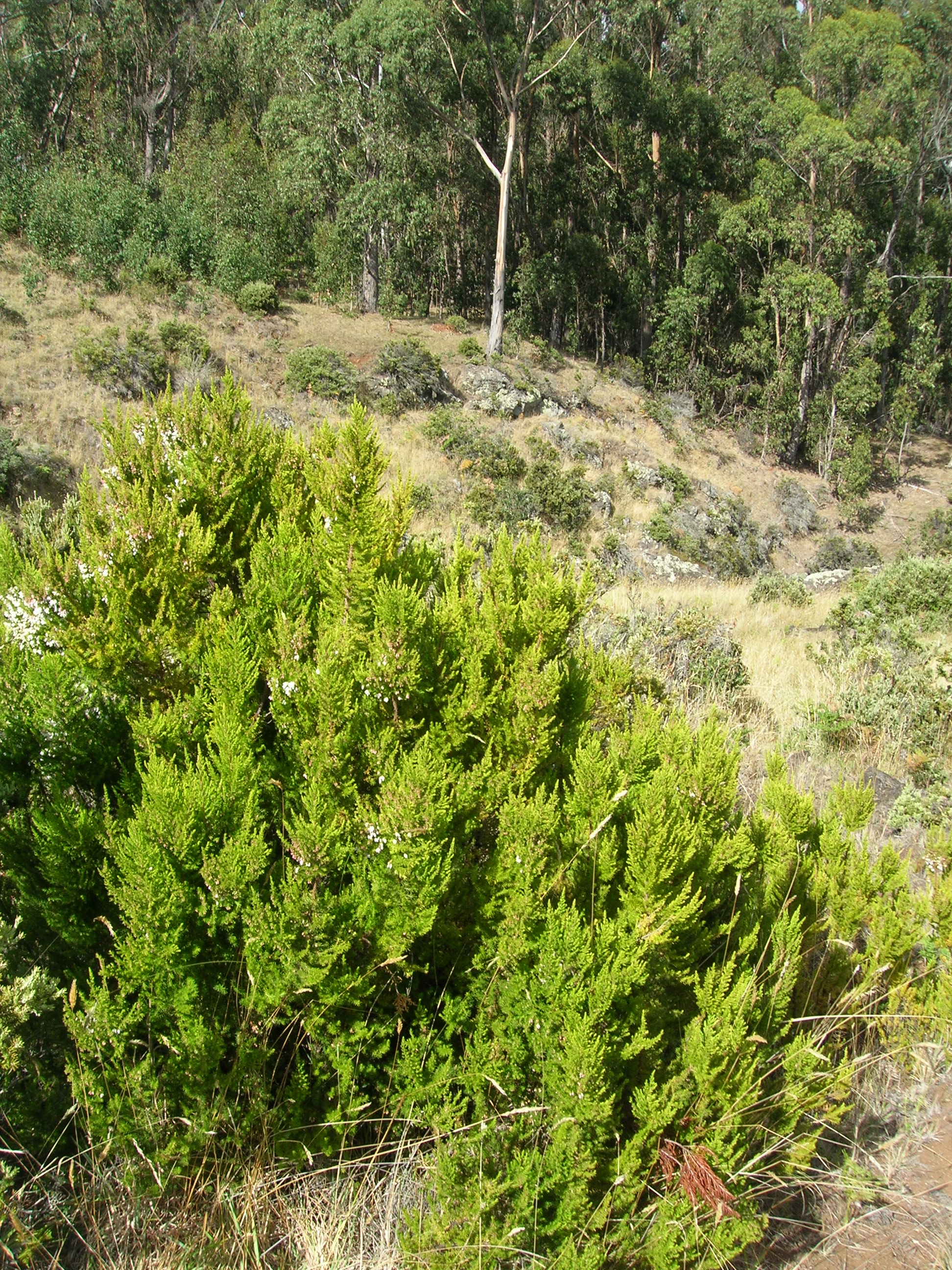
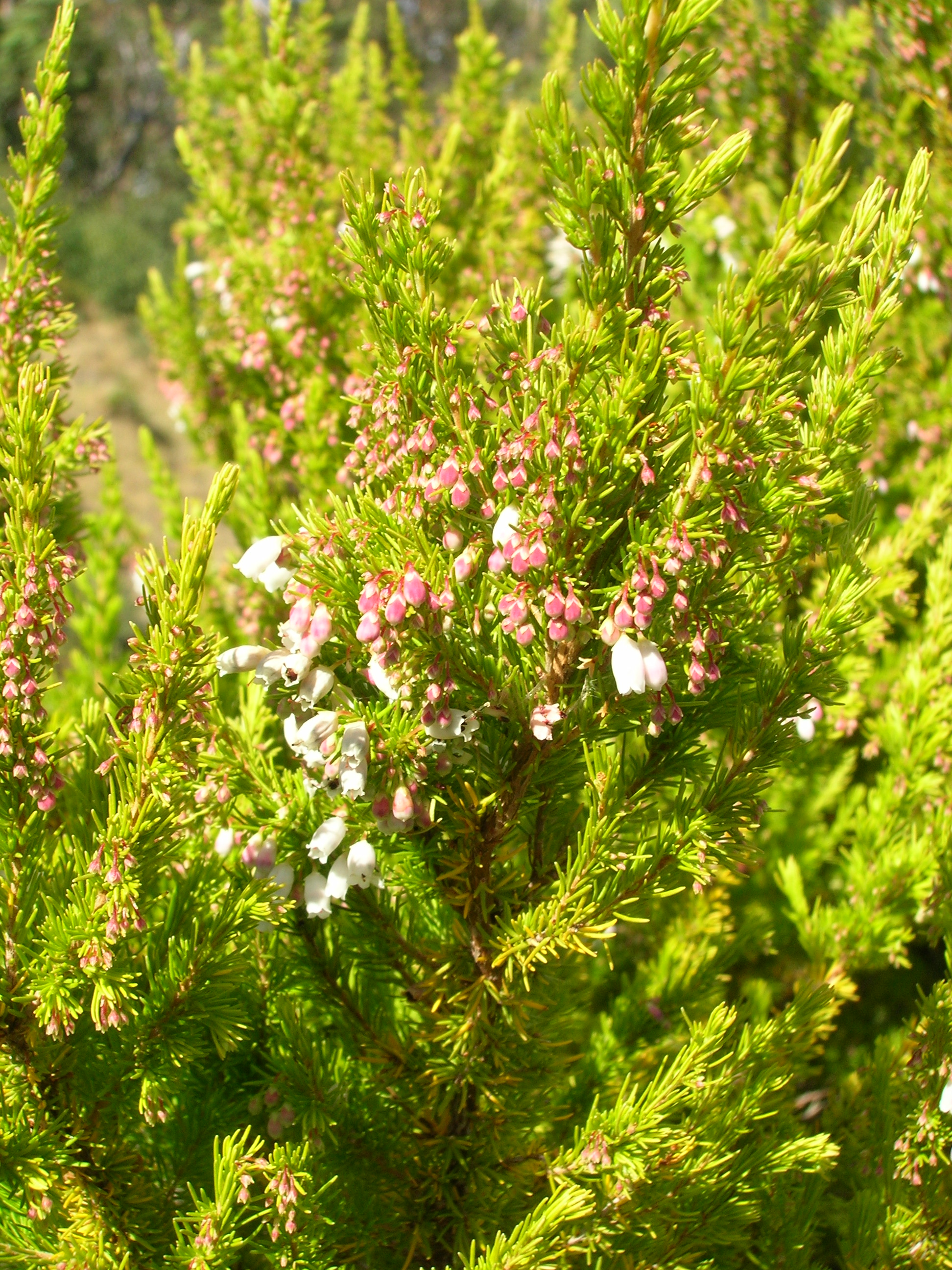
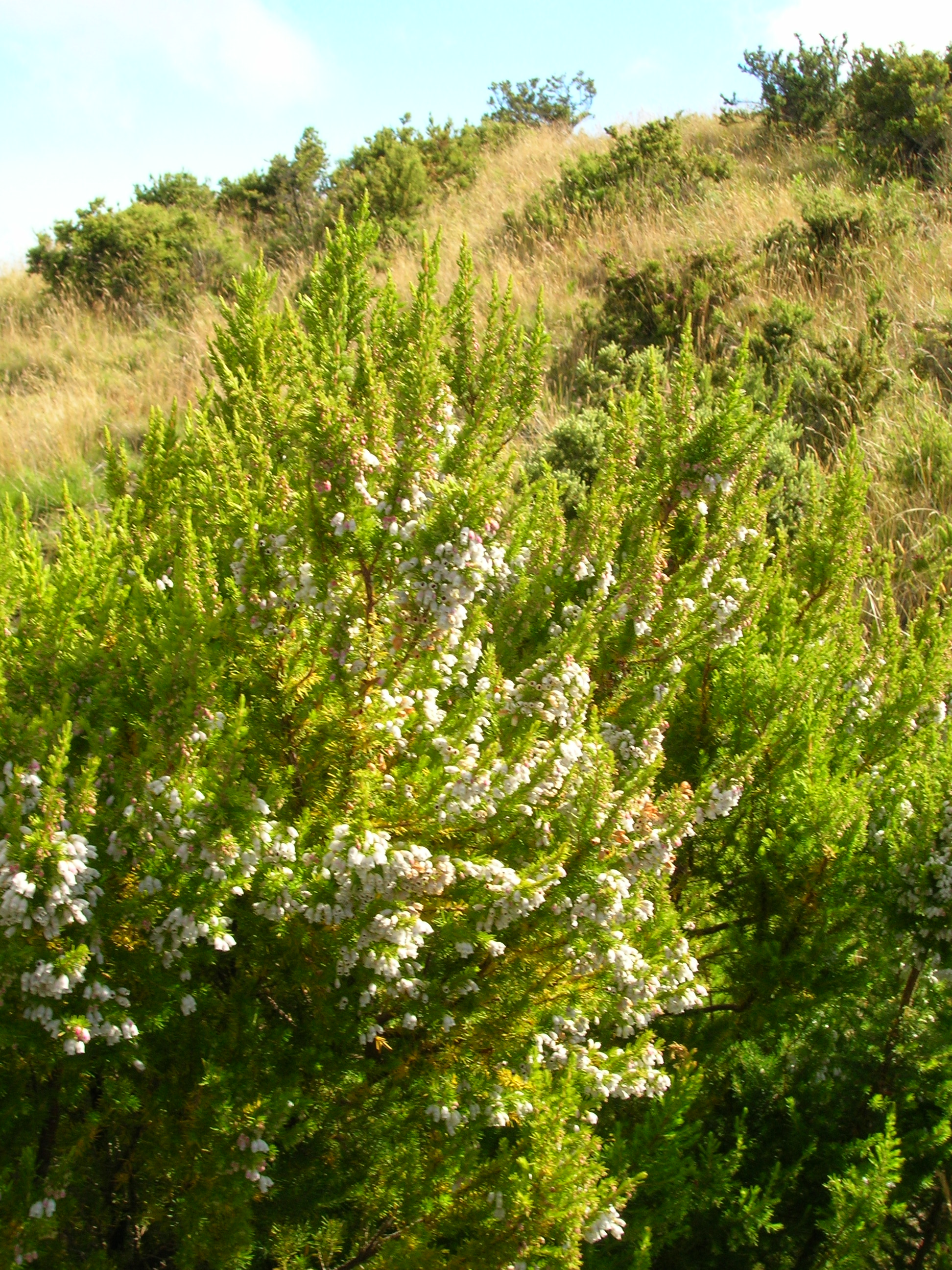